# Munna aculeata
Munna aculeata is een pissebed uit de familie Munnidae. De wetenschappelijke naam van de soort is voor het eerst geldig gepubliceerd in 1980 door Sivertsen & Holthuis.